# Маркус Юджин Джонс
Маркус Юджин Джонс (англ. Marcus Eugene Jones; 25 квітня 1852—3 червня 1934) — американський геолог, гірничий інженер та ботанік.

## Біографія
Маркус Джонс народився 25 квітня 1852 року у невеликому місті Джефферсон штату Огайо. Більшу частину життя Джонс прожив у місті Солт-Лейк-Сіті в штаті Юта.
Маркус Юджин Джонс описав багато раніше невідомих науці рослин із заходу США. Серед його відомих наукових робіт — книга Revision of North-American Species of Astragalus, видана у 1923 році, присвячена видам роду Астрагал, які ростуть у Північній Америці.
Маркус Джонс помер 3 червня 1934 року у Сан-Бернардіно.